# Citi Zēni
Citi Zēni (ˈtsiti ˈzæːni; pol. Inni Chłopcy) – łotewski zespół założony w 2020. Reprezentował Łotwę z utworem „Eat Your Salad” w 66. Konkursie Piosenki Eurowizji (2022).

## Historia
Zespół został założony w 2020 podczas obozu piosenkotwórczego zorganizowanego pod Rygą. W 2021 muzycy wydali pierwszy album Suņi iziet ielās (pol. Psy wychodzą na ulice). Wokalista Jānis Pētersons wypowiedział się o albumie w następujący sposób: W albumie z niewielką dozą ironii poruszamy tematy, które są aktualnie aktualne z perspektywy naszych rówieśników. Relacje, pieniądze i imprezy to wszechobecne motywy, których każdy potrzebuje w czasie, gdy jesteśmy zmuszeni do dystansowania się i spędzania więcej czasu w domu niż zwykle.
W lutym 2022 zespół zwyciężył z utworem „Eat Your Salad” w finale programu Supernova, stając się reprezentantem Łotwy w 66. Konkursie Piosenki Eurowizji organizowanym w Turynie. 10 maja wystąpili w pierwszym półfinale konkursu, jednak nie zakwalifikowali się do finału.

## Członkowie
Poniżej przedstawiono wszystkich członków zespołu oraz ich instrumenty:
- Jānis Pētersons – śpiew
- Dagnis Roziņš – śpiew, saksofon
- Reinis Višķeris – keyboard
- Krišjānis Ozols – gitara
- Roberts Memmēns – bas, śpiew
- Toms Kagainis – perkusja

## Dyskografia

### Albumy studyjne
- Suņi Iziet Ielās (2021)
- Cits Līmenis (2024)

### Single

#### Jako główni artyści
| Rok | Tytuł                                   | Najwyższe pozycje na listach | Najwyższe pozycje na listach | Najwyższe pozycje na listach | Album            |
| Rok | Tytuł                                   | LAT                          | LAT                          | LTU                          | Album            |
| Rok | Tytuł                                   | Airplay                      | Domestic Airplay             | LTU                          | Album            |
| --- | --------------------------------------- | ---------------------------- | ---------------------------- | ---------------------------- | ---------------- |
| 2020 | „Vienmēr Kavēju”                        | X                            | X                            | –                            | Suņi Iziet Ielās |
| 2020 | „Parādi Kas Tas Ir”                     | X                            | X                            | –                            | Suņi Iziet Ielās |
| 2021 | „Suņi Iziet Ielās”                      | X                            | X                            | –                            | Suņi Iziet Ielās |
| 2021 | „Skaistās Kājas”                        | X                            | X                            | –                            | Suņi Iziet Ielās |
| 2022 | „Eat Your Salad”                        | X                            | X                            | 55                           | –                |
| 2022 | „Lieka Štuka”                           | X                            | X                            | –                            | –                |
| 2023 | „Vecumdienas”                           | –                            | 3                            | –                            | Cits Līmenis     |
| 2023 | „Baļļīte” (gościnnie: Labvēlīgais Tips) | 12                           | 1                            | –                            | Cits Līmenis     |
| 2023 | „Cits Līmenis”                          | –                            | 5                            | –                            | Cits Līmenis     |
| „–” oznacza, że singel nie był notowany na danej liście. „X” oznacza, że lista nie istniała w danym okresie. |                                         |                              |                              |                              |                  |